# Fábrica de ametralladoras de Kovrov
Durante la Primera Guerra Mundial, se construyó en Kovrov una fábrica de ametralladoras.
Nacionalizada en 1919, fue desarrollada por el régimen soviético y fabricó en masa el PPSh-41 durante la Segunda Guerra Mundial y otras armas automáticas. La URSS la bautizó como ZID (iniciales en ruso para "Fábrica Degtiariov). Fue rebautizada después de la "Guerra Fría" como "Fábrica de construcción mecánica de Kovrov" (KMP) o "Fábrica Degtiariov de Kovrov", pero la naturaleza de su producción es la misma.
Emplea, según datos de 2001 y 2002, a 3.000 personas y produce las ametralldoras Kalashnikov, los lanzagranadas RPG-7, misiles anticarro, los subfusiles Kashtan AEK-919K y AEK-971.

## referencias
1. ↑  (en francés) — PDF Del cambio en la continuidad: Productos y productores Archivado el 5 de julio de 2010 en Wayback Machine., Small Arms Survey 2004

- Datos: Q3552663